# Amphiprion ephippium
Espèce
Le Poisson-clown à selle (Amphiprion ephippium) est une espèce de poissons osseux de la famille des pomacentridés.